# Картинский сельский округ
Картинский сельский округ — упразднённая административно-территориальная единица, существовавшая на территории Ленинского района Московской области в 1994—2006 годах.
Картинский сельсовет был образован в первые годы советской власти. По данным 1919 года он входил в состав Островской волости Подольского уезда Московской губернии.
В 1920 году из Картинского с/с был выделен Апаринский с/с, а в 1922 году — Ащеринский с/с.
В 1926 году Картинский с/с включал 1 населённый пункт — деревню Картино.
В 1929 году Картинский с/с был отнесён к Ленинскому району Московского округа Московской области. При этом к нему были присоединены Апаринский и Ащеринский с/с.
17 июля 1939 года к Картинскому с/с был присоединён Мамоновский с/с (селение Мамоново).
28 июля 1960 года Ленинский район был упразднён, а на части его территории был образован Ульяновский район, в состав которого вошёл и Картинский с/с.
17 декабря 1960 года к Картинскому с/с был присоединён Беседский с/с. Одновременно из Картинского с/с в подчинение рабочему посёлку Видное был передан дачный посёлок Видное (ныне - деревня Малое Видное).
1 февраля 1963 года Ульяновский район был упразднён и Картинский с/с вошёл в Ленинский сельский район. 11 января 1965 года Картинский с/с был возвращён в восстановленный Ленинский район.
28 декабря 1977 года центр Картинского с/с был перенесён в посёлок Развилка.
3 февраля 1994 года Картинский с/с был преобразован в Картинский сельский округ.
В ходе муниципальной реформы 2004—2005 годов Картинский сельский округ прекратил своё существование как муниципальная единица. При этом деревня Апаринки была передана в городское поселение Видное; посёлок совхоза имени Ленина и деревня Малое Видное — в сельское поселение Совхоз им. Ленина; а посёлок Развилка, село Беседы, деревни Ащерино, Дроздово, Картино, Мамоново, Мильково и Слобода — в сельское поселение Развилковское.
29 ноября 2006 года Картинский сельский округ исключён из учётных данных административно-территориальных и территориальных единиц Московской области.